# Sceloporus torquatus
La lagartija espinosa de collar (Sceloporus torquatus) es una especie de saurópsido escamoso de la familia Phrynosomatidae. Se caracteriza por poseer un patrón de coloración negro a modo de "collar" en la región nucal de cuatro a cinco escamas de grosor, con dos bordes blancos de una a dos escamas de grosor. Es una especie endémica de México, distribuyendose en las zonas altas de la región centro-norte de dicho país.

## Características
Además del patrón a modo de collar en la región nucal, los machos poseen una coloración dorsal que varía entre verde metálico, verde olivo y tonalidades café grisáceas con algunos puntos de tonalidades claras que se encuentran distribuidos de forma aleatoria. En la región distal de la cola ostenta un patrón de bandas oscuras tenue. Frecuentemente se observa una mancha azul en la región lateral del cuello dentro del collar.
La hembras poseen una coloración dorsal menos brillante y con matices grisáceos a cafés, así como un vientre blanco. Los machos poseen colores más destacados en la región dorsal, además presentan parches azul cobalto a azul rey en la región lateral del vientre y gular. Los juveniles son similares a las hembras en coloración.
Presenta 35 escamas dorsales desde la nuca hasta la base de la cola; cinco escamas supraoculares dispuestas en una sola hilera; tres lóbulos auriculares; escamas dorsales grandes, quilladas y mucronadas débilmente y con ausencia de dentículos accesorios; así como una cantidad variable de poros femorales en un rango de 14 a 23.

## Hábitos

### Alimentación
Los hábitos alimenticios de esta especie son, de forma general, del tipo omnívoro. Diversos artrópodos, como ácaros, coleópteros, dípteros, himenópteros, miriápodos y ortópteros, componen parte de su dieta. Del mismo modo, las semillas y hojas de diversas plantas, forman parte del espectro alimentario de S. torquatus. Se han reportado conductas caníbales, las cuales pueden ser producto de temporadas de pocos recursos, optando por comer sus propias crías.

### Reproducción
Es una especie vivípara. Los machos presentan un incremento máximo en la masa testicular durante los meses de septiembre y octubre debido a una recrudescencia en los testículos iniciada a finales del verano. Del mismo modo, las hembras inician el proceso de vitelogénesis al final de esta estación y la ovulación termina entre los meses de noviembre y diciembre. Las hembras presentan su condición grávida durante el invierno, pariendo entre los meses de abril a principios de mayo, normalmente entre nueve y diez neonatos.

## Distribución
Es una especie endémica de México, con una distribución de forma amplia abarcando los estados de Nuevo León, Tamaulipas, San Luis Potosí, Zacatecas, Aguascalientes, Guanajuato, Querétaro, Hidalgo, Veracruz, Estado de México, Ciudad de México, Tlaxcala, Puebla, Morelos, Jalisco y Michoacán.

## Estatus de protección en México
No se encuentra listada en la NOM-059-SEMARNAT-2010, la cual integra a las especies que ostentan un grado de protección especial en México. Se encuentra dentro de la categoría preocupación menor (LC) en la lista roja de la IUCN.